# Aristolochia gigantea

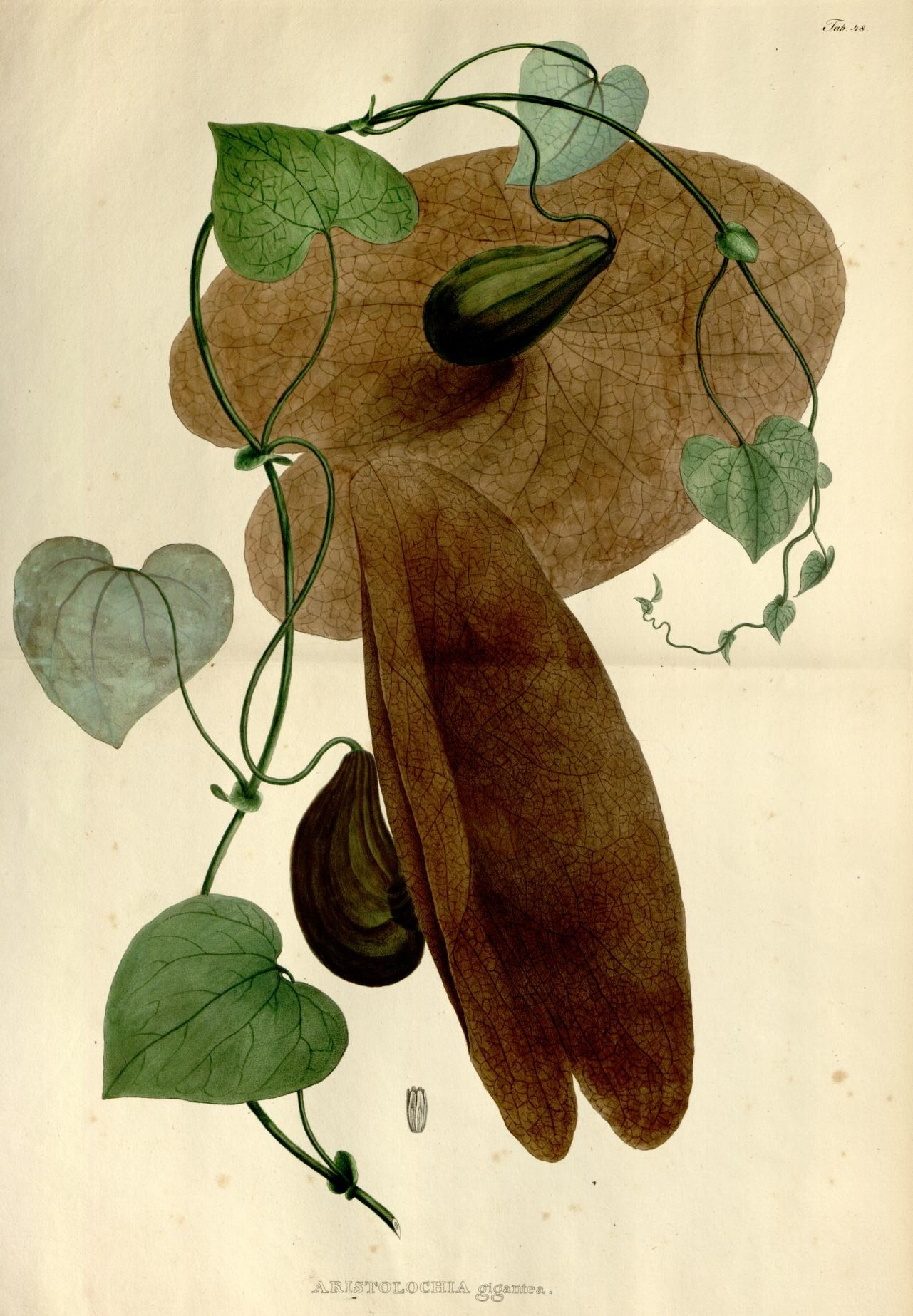

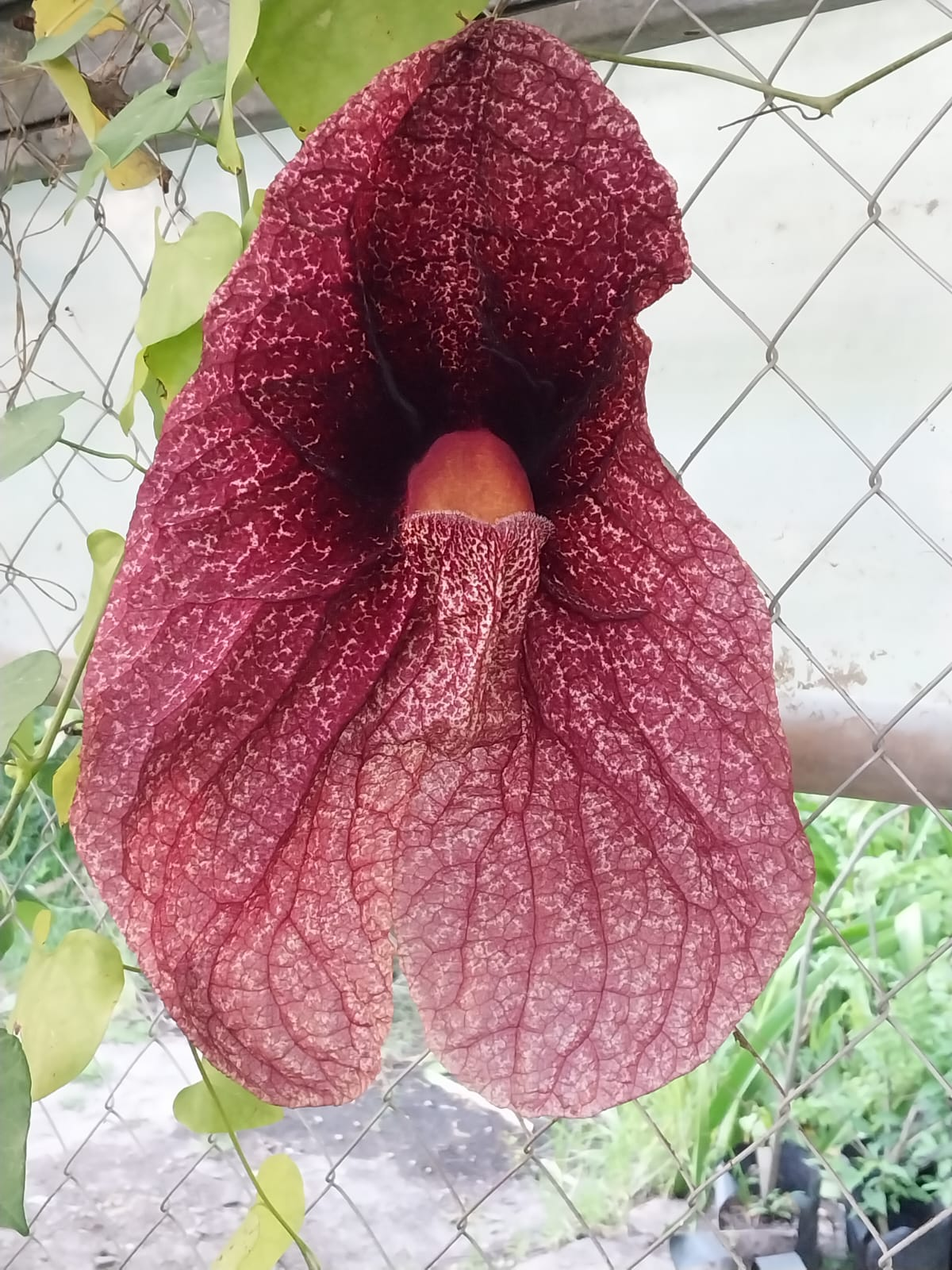
For de Aristolochia gigantea

La aristoloquia gigante (Aristolochia gigantea) es una especie de planta de la familia Aristolochiaceae originaria de Brasil .  

## Taxonomía
Aristolochia gigantea fue descrita por Carl Martius en Nova Genera et Species Plantarum 1: 75, pl. 48. 1824.
Etimología
Aristolochia gigantea, conocida comúnmente como flor del pelícano gigante o pipa holandesa brasileña, es una especie de planta perteneciente a la familia Aristolochiaceae.

### Descripción
- Flores: Sus flores son grandes, vistosas y únicas, con una forma que recuerda a una pipa. Normalmente son de color púrpura oscuro con vetas intrincadas y una garganta amarillenta. Pueden alcanzar hasta 30 cm de tamaño y tienen un patrón moteado característico.
- Hojas: Las hojas son grandes, en forma de corazón, y de un verde brillante, aportando un aspecto exuberante.
- Hábito de crecimiento: Es una enredadera vigorosa y trepadora que crece rápidamente, ideal para cubrir pérgolas, cercas u otras estructuras.

### Hábitat y distribución
- Es nativa de Brasil y Perú y otras partes de América del Sur tropical, prosperando en climas cálidos y húmedos.
- Se cultiva como planta ornamental en regiones tropicales y subtropicales de todo el mundo.

### Cultivo
- Luz: Prefiere pleno sol o semisombra.
- Suelo: Necesita un suelo bien drenado, rico y húmedo.
- Riego: Requiere riegos regulares para mantener el suelo constantemente húmedo, pero sin encharcarse.
- Temperatura: Es sensible a las heladas, por lo que necesita condiciones cálidas durante todo el año.

### Importancia ecológica
- Las flores emiten un ligero olor que imita a materia en descomposición, atrayendo moscas que actúan como polinizadores.
- Es una planta hospedante para ciertas especies de mariposas, como las mariposas cola de golondrina, cuyas larvas se alimentan de sus hojas.

### Precaución
- Como otras especies de Aristolochia, contiene ácidos aristolóquicos, que son tóxicos y potencialmente cancerígenos. Por ello, no es adecuada para su uso medicinal, a pesar de su empleo en prácticas tradicionales en el pasado.

¿Te interesa información sobre su cultivo, su uso ornamental, o algún aspecto histórico?
Aristolochia: nombre genérico que deriva de las palabras griegas aristos ( άριστος ) = "que es útil" y locheia ( λοχεία ) = "nacimiento", por su antiguo uso como ayuda en los partos.  Sin embargo, según Cicerón, la planta lleva el nombre de un tal "Aristolochos", que a partir de un sueño, había aprendido a utilizarla como un antídoto para las mordeduras de serpiente.

La aristoloquia se llamó ansí por parecer que a las mujeres socorría en el parto........La redonda tiene virtud contra todas las otras ponzoñas; mas la luenga resiste el daño de las serpientes y de cualquier veneno mortífero si se bebe una dracma della con vino y se aplica también por de fuera. Bebida con pimienta y con mirra expele el menstruo, las pares y la criatura del vientre; y lo mismo hace metida en la natura de la mujer. Pedacio Dioscórides Anazarbeo, acerca de la Materia Medicinal y de los venenos mortíferos. Andrés Laguna. 1566, Salamanca.

gigantea:, epíteto latino.